# Roman Wiktor Mazurkiewicz
Roman Wiktor Mazurkiewicz herbu Pobóg (ur. 29 sierpnia 1887 w Panigrodzu, zm. 6 maja 1969 w Zielonej Górze) – polski kompozytor i samorządowiec. Doktor prawa, filozofii i muzykologii. Powstaniec wielkopolski, burmistrz Lwówka (1933–1935) i Grodziska Wielkopolskiego (1935–1939) oraz wicestarosta zielonogórski (1945–1949). Prekursor Filharmonii Zielonogórskiej.

## Życiorys

### Dzieciństwo i młodość
Urodził się w rodzinie dzierżawcy ziemskiego Romana Mazurkiewicz i Wiktorii Śmiśniewicz. Uczył się w gimnazjum w Wągrowcu i Poznaniu, gdzie zdał maturę. Studiował w Berlinie, Greifswaldzie. Studia zakończył doktoratami z prawa i filozofii.

### Okres międzywojenny
Po powrocie z Niemiec włączył się do Powstania Wielkopolskiego. Walczył na froncie północnym na linii Chodzież-Radwanki-Margonin-Lipiny, został ranny i dostał się do niewoli. Trafił do więzienia w Pile, gdzie skazany na karę śmierci zbiegł w czasie transportu. W okresie międzywojennym ukończył doktoratem studia muzykologiczne na Uniwersytecie Poznańskim. Z powodów ekonomicznych zrezygnował jednak z działalności muzycznej. W latach 1933–1935 był burmistrzem Lwówka, a następnie Grodziska Wielkopolskiego (1935–1939). Z jego inicjatywy w 1937 powstało tam pierwsze Muzeum Ziemi Grodziskiej. 

### Okupacja i okres powojenny
W czasie okupacji ukrywał się początkowo w Poznaniu, a później w Krakowie. Pracował jako tłumacz w Wydawnictwie Las i Drewno. Po wyzwoleniu powrócił z rodziną do Grodziska Wielkopolskiego, skąd skierowano go na Ziemie Odzyskane do Zielonej Góry, gdzie wkrótce objął stanowisko wicestarosty. W 1949 na skutek fałszywych oskarżeń został zwolniony z pracy w administracji i pozbawiony funkcji społecznych. Przyjął posadę dyrektora Szkoły Muzycznej w Zielonej Górze. Wkrótce stracił i to stanowisko i był zmuszony podjąć pracę w dziale planowania Zakładów Mięsnych w Przylepie. Był sądzony wraz ze starostą powiatowym Janem Klementowskim za rzekome nadużycia przy weryfikacji zielonogórksich autochtonów. Winy nie udowodniono, w 1948 dochodzenie umorzonono, jednak proceder ten trwale wpłynął na jego działalność społeczną. Zajął się na powrót muzyką, komponował i dawał lekcje gry na fortepianie.
Za działalność zawodową i społeczną otrzymał wiele nagród i odznaczeń, m.in. Medal Niepodłegłości (1938) i Wielkopolski Krzyż Powstańczy (1957) za udział w Powstaniu Wielkopolskim, Złoty Krzyż Zasługi (1946) i Medal Zwycięstwa i Wolności (1946) za repolonizację Ziem Zachodnich, Krzyż Kawalerski Orderu Odrodzenia Polski (1966) oraz odznakę honorową  za zasługi w rozwoju województwa zielonogórskiego. Był także jednym z pierwszych laureatów Lubuskiej Nagrody Kulturalnej (1975) za twórczość naukową w dziedzinie historii muzyki. 
Zmarł 6 maja 1969 w Zielonej Górze w wieku 81 lat. Został pochowany na Starym Cmentarzu przy ulicy Wrocławskiej w Zielonej Górze.

## Twórczość
Autor symfonii, ballad, kwartetów smyczkowych, pieśni i sonat fortepianowych. Skomponował muzykę do „Hymnu Ziemi Lubuskiej” (1946). Swoją pracę doktorską „O melodiach kancjonałów Jana Seklucjana 1547 i 1559 roku” wydał drukiem (Kraków 1967). Był pionierem życia muzycznego w Zielonej Górze. Już w 1946 r. wraz z grupą muzyków: m.in. Pawłem Stróżyńskim, Alojzym Kapałą, Stanisławem Litwinem, Michaliną Józwiakową i in. organizował cykliczne próby przyszłej orkiestry. Pierwszy publiczny koncert zespołu odbył się w 1950 r. w sali Teatru Ziemi Lubuskiej (Lubuski Teatr). Bolączką przez długi czas były instrumenty, ich jakość lub braki oraz niedostosowane miejsce prób. 22 stycznia 1954 r. odbyło się pierwsze zebranie konstytucyjno-organizacyjne Orkiestry Symfonicznej w świetlicy Polskiej Wełny przy ul. Wrocławskiej w Zielonej Górze. Powołano społeczne stowarzyszenie pod nazwą Filharmonia Robotnicza. 14 marca 1954 r. orkiestra wystąpiła z pierwszym swym „Porankiem Symfonicznym". Jednak dopiero w 1956 udało się utworzyć oficjalną orkiestrę symfoniczną jako społeczne stowarzyszenie muzyczne, a dr Roman Mazurkiewicz stał się jego prezesem. Pierwszy koncert odbył się 29 maja 1956. Zielonogórska Orkiestra Symfoniczna dała podwaliny do powołania w 1974 r.  Filharmonii Zielonogórskiej.

## Upamiętnienie
Przy Muzeum Ziemi Lubuskiej znajduje się pamiątkowa płyta z wygrawerowanymi nutami do Hymnu Ziemi Lubuskiej, którego dr Roman Mazurkiewicz jest autorem. Od 2014 jego imię nosi też jedno z rond w Zielonej Górze.